# مايك تايسون
مايك تايسون (بالإنجليزية: Mike Tyson) (ولد في 30 يونيو 1966) ملاكم أمريكي، ملقب بـالرجل الحديدي، حصل على لقب بطل العالم للوزن الثقيل للمحترفين وهو في العشرين من عمره فقط.

## النشأة
نشأ في أسرة فقيرة، ترك والده جيمي سيفور كيركباتريك العائلة وهو صغير مما حدا به أن يأخذ نسبة أمه تايسون وذلك حسب شهادة أخيه الأكبر غير الشقيق جيمي كيركباتريك، نشأ في نادي الرياضي، واحترف مايك تايسون ملاكمة المحترفين في سن صغيرة ثم أصبح بطل الوزن الثقيل للمحترفين، وهو من الاصدقاء المقربين لمغنى الراب الأمريكي «توباك» الذي أغتيل بعد مباراة تايسون الشهيرة عام 1996.
1997 - خسر الملاكم «مايك تايسون» أمام غريمه «إيفاندر هوليفيلد» عندما قام الأول بقضم جزء من أذن الثاني أثناء سير المباراة.

## مسيرة ملاكمة الهواة
في ملاكمة الهواة [الإنجليزية]، فاز مايك تايسون بميداليتين ذهبيتين في دورة الألعاب الأولمبية للشباب عامي 1981 و1982، حيثُ هزم جو كورتيز في عام 1981 وتغلب على كيلتون براون في عام 1982. وقد ألقى فريق براون المنشفة في الجولة الأولى. في عام 1984، فاز تايسون بالميدالية الذهبية في بطولة القفازات الذهبية الوطنية التي أُقيمت في نيويورك بعد أن تغلب على جوناثان ليتلز. واجه تايسون هنري تيلمان مرتين كملاكم هاوٍ لكنه خسر كلا النزالين بقرار الحكام. فاز تيلمان لاحقًا بالميدالية الذهبية للوزن الثقيل في الألعاب الأولمبية الصيفية 1984 التي أُقيمت في لوس أنجلوس.

## المحاكمة والسجن
اعتُقل مايك تايسون في يوليو 1991 بتهمة اغتصاب ديزيريه واشنطن البالغة من العمر 18 عامًا، في "فندق كانتربري" في إنديانابوليس. كانت واشنطن قد تُوجت سابقًا بلقب "ملكة جمال السود في رود آيلاند". كانت مشاركة كمتسابقة في مسابقة "ملكة جمال السود في أمريكا" حيثُ كانت التجهيزات الخاصة بالمسابقة تُقام في المدينة. وُجهت إلى تايسون تهم تشمل "تهمة واحدة بالاغتصاب، وتهمتين بسلوك منحرف جنائيًا، وتهمة واحدة بالاحتجاز الجنائي" وهي تهم كانت عقوبتها القصوى تصل إلى 63 عامًا. استمرت محاكمة تايسون بتهمة الاغتصاب في المحكمة العليا لمقاطعة ماريون بولاية إنديانا من 26 يناير حتى 10 فبراير 1992.

## الاعتزال

### تايسون ضد مكبرايد
في 11 يونيو 2005، انسحب تايسون قبل بداية الجولة السابعة في نزال ضد الملاكم المبتدئ كيفن ماكبرايد. في الفيلم الوثائقي تايسون (فيلم 2008) [الإنجليزية] ذكر تايسون أنهُ خاض النزال ضد مكبرايد فقط من أجل الحصول على أجر مالي، وأنهُ لم يتوقع الفوز وكان في حالة بدنية سيئة. بعد خسارته ثلاثًا من آخر أربع نزالات، أعلن تايسون أنه سيعتزل الملاكمة لأنهُ شعر بفقدانه الشغف لهذه الرياضة.
في عام 2000، قام تايسون بفصل جميع العاملين معه واستعان بمحاسبين جدد أعدوا بيانًا يُظهر أنه بدأ العام بديون بلغت 3.3 مليون دولار ولكنهُ كسب 65.7 مليون دولار. في أغسطس 2007، أقر تايسون بالذنب في حيازة المخدرات والقيادة تحت تأثيرها في محكمة أريزونا وذلك في قضية تعود إلى اعتقاله في ديسمبر عندما صرحت السلطات بأن تايسون الذي له تاريخ طويل من المشاكل القانونية اعترف باستخدام الكوكايين في ذلك اليوم وإدمانه على المخدر.
في كتابه عام 2013 الحقيقة التي لا جدال فيها اعترف تايسون باستخدام بول زوجته آنذاك مونيكا تورنر لتجاوز اختبارات المنشطات. كان مُتزوجًا من تورنر من 1997 إلى 2003. كما استخدم بول طفله الرضيع لنفس الغرض.

## الحياة الشخصية

### الزواج والأطفال
يُقيم مايك تايسون في سيفن هيلز في نيفادا. تزوج تايسون ثلاث مرات، ولديه سبعة أطفال (أحدهم متوفى) من ثلاث نساء. بالإضافة إلى أطفاله، يعتبر تايسون ابنة زوجته الثانية الكبرى كواحدة من أطفاله.
تزوج تايسون من الممثلة روبن جيفنز في 7 فبراير 1988 في كنيسة "الملائكة المقدسة" الكاثوليكية خلال حفل تقليدي في شيكاغو. كانت جيفنز معروفة في ذلك الوقت بدورها في المسلسل الكوميدي هيد أوف ذا كلاس [الإنجليزية]. كان زواج تايسون من جيفنز مليئًا بالمشاكل حيثُ ظهرت مزاعم عن العنف وإساءة المعاملة الزوجية وعدم الاستقرار النفسي من طرف تايسون.
وصلت الأمور إلى ذروتها عندما ظهر مايك تايسون وروبن جيفنز في مقابلة مشتركة مع باربرا والترز ضمن برنامج 20/20 على قناة أيه بي سي في سبتمبر 1988. وصفت جيفنز حياتها مع تايسون بأنها «عذاب، جحيم خالص، أسوأ من أي شيء يمكنني تخيله.» كما وصفت تايسون بأنهُ يعاني من اضطراب ثنائي القطب – وهو ما أكده الأطباء لاحقًا – وذلك على التلفزيون الوطني بينما جلس تايسون ينظر بهدوء. بعد شهر، أعلنت جيفنز أنها تسعى للطلاق من تايسون الذي زُعم أنهُ كان مسيئًا لها، وحدث الطلاق رسميًا في 14 فبراير 1989.
وفقًا لكتاب النار والخوف: القصة الخفية لمايك تايسون اعترف تايسون بأنهُ ضرب جيفنز وقال: «كانت تلك أفضل لكمة ألقيتها في حياتي بأكملها.» ولكن تايسون زعم لاحقًا أن الكتاب "مليء بالأخطاء". لم يكن لدى تايسون وجيفنز أطفال لكنها زعمت أنها تعرضت لـإجهاض؛ بينما قال تايسون إنها لم تكن حاملًا من الأساس، وإنها اختلقت ذلك لتجبره على الزواج منها. خلال زواجهما، عاش الزوجان في قصر بمدينة برناردسفيل في نيوجيرسي.
كان زواج تايسون الثاني من مونيكا تورنر واستمر من 19 أبريل 1997 إلى 14 يناير 2003. وقت تقديم طلب الطلاق، كانت تورنر تعمل طبيبة مسجلة في طب الأطفال بمركز جامعة جورجتاون مدرسة الطب في واشنطن العاصمة. هي شقيقة مايكل ستيل نائب حاكم ولاية ماريلاند السابق ورئيس اللجنة الوطنية الجمهورية السابق. تقدمت تورنر بطلب الطلاق في يناير 2002، متهمة تايسون بالخيانة الزوجية خلال فترة زواجهما البالغة خمس سنوات، وهو تصرف "لم يتم التسامح معه أو قبوله." كان لديهما طفلان.
في 25 مايو 2009، عُثر على ابنة تايسون البالغة من العمر أربع سنوات فاقدة للوعي ومعلقة بحبل جهاز المشي، حيثُ اكتشفها شقيقها الذي يبلغ من العمر سبع سنوات. قامت والدتها بفكها وحاولت إنعاشها عبر الإنعاش القلبي الرئوي قبل أن تطلب الإسعاف. كان تايسون في لاس فيغاس وقت الحادث، وسافر إلى فينيكس ليكون بجانبها. تُوفيت الطفلة متأثرة بجراحها في 26 مايو 2009.
بعد أحد عشر يومًا فقط من وفاة ابنته، تزوج تايسون للمرة الثالثة من صديقته منذ فترة طويلة لاكيها "كيكي" سبايسر، البالغة من العمر 32 عامًا، في مراسم قصيرة وخاصة يوم السبت، 6 يونيو 2009، في كنيسة "لا بيلا ويدينغ" في فندق هيلتون في لاس فيغاس. ولديهما طفلان.

### المعتقدات الدينية
وُلد تايسون ككاثوليكي، وتناقلت أخبار بأنهُ اعتنق الإسلام قبل دخوله السجن لكنه لم يؤكد أو ينفي الأخبار التي تداولتها وسائل الإعلام، على الرغم من أن وسائل الإعلام زعمت بشكل خاطئ أنه اعتنق الإسلام أثناء وجوده في السجن واتخذ اسمًا إسلاميًا وهو مالك عبد العزيز؛ وذكرت بعض المصادر أنه الاسم مالك شاباز. لم يُغير تايسون اسمه الأصلي إلى اسم إسلامي على الرغم من تلك الشائعات.
في نوفمبر 2013، صرح تايسون قائلاً: «كلما بحثت عن الله في الكنائس والمساجد، كلما بدأت أرى الشيطان.» ولكن، بعد شهر واحد فقط، في مقابلة أجراها في ديسمبر 2013 مع قناة فوكس نيوز قال تايسون إنه «ممتن جدًا لكونه مسلمًا وإنه بحاجة إلى الله في حياته.» وفي المقابلة ذاتها تحدث تايسون عن تقدمه في التعافي من الإدمان وكيف أن تواجده مع أشخاص صالحين جعله يرغب في أن يكون شخصًا أفضل وأكثر تواضعًا.
قام تايسون بأداء فريضة العمرة لأول مرة في يوليو 2010 في ديسمبر 2022 بصحبة دي جي خالد، وهو مسلم فلسطيني أمريكي.

### النظام الغذائي
في مارس 2011، ظهر مايك تايسون في برنامج إلين دي جينيريس شو للحديث عن برنامجه الجديد على قناة أنيمال بلانت تحت اسم مواجهة تايسون [الإنجليزية]. وخلال المقابلة مع إلين ديجينيريس، تحدث تايسون عن بعض الطرق التي حسّن بها حياته خلال العامين الماضيين، بما في ذلك العيش بشكل متزن واتباع نظام غذائي نباتي. ومع ذلك، في أغسطس 2013، اعترف علنًا بأنه كذب بشأن تعافيه من الإدمان وكان على وشك الموت بسبب إدمانه للكحول.
كما كشف تايسون أنه لم يعد نباتيًا وقال: «لقد كنت نباتيًا لمدة أربع سنوات، ولكنني لم أعد كذلك الآن. أتناول الدجاج أحيانًا. كان من المفترض أن أبقى نباتيًا. لكنني لا أتناول اللحوم الحمراء أبدًا، فهذا أمر مستحيل! سأصبح مريضًا جدًا إذا أكلت اللحوم الحمراء. ربما كان ذلك هو السبب وراء تصرفاتي الجنونية في الماضي.»

### آراؤه السياسية
في عام 2015، أعلن مايك تايسون دعمه دونالد ترامب في ترشحه للرئاسة.

## في الثقافة الشعبية

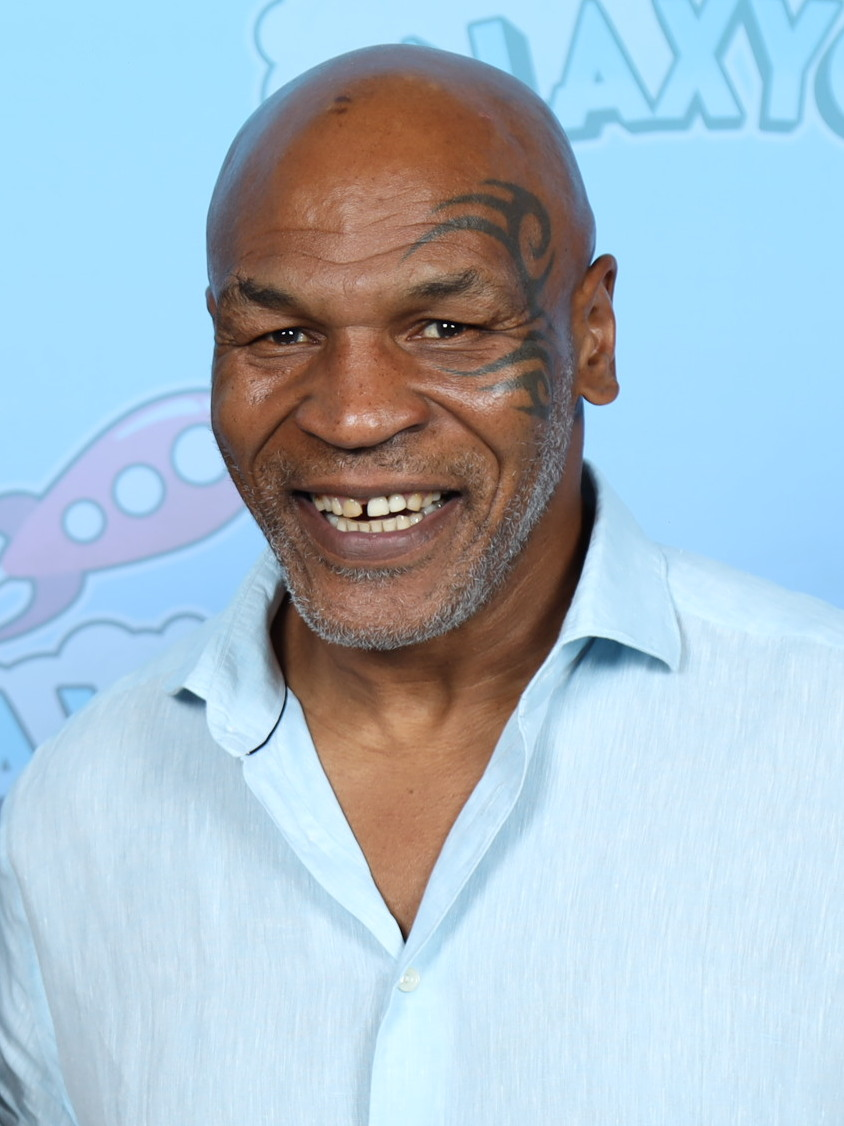
مايك تايسون في عام 2023

في ذروة شهرته ومسيرته في أواخر الثمانينيات وخلال التسعينيات، كان مايك تايسون واحدًا من أكثر الشخصيات الرياضية شهرة في العالم. وبالإضافة إلى إنجازاته الرياضية العديدة، فقد جعلته تصرفاته المثيرة للجدل داخل الحلبة وخارجها محور اهتمام وسائل الإعلام والمحاكم. ولذلك، كان تايسون موضوعًا للعديد من الأعمال الإعلامية الشعبية، بما في ذلك الأفلام والتلفزيون والكتب والموسيقى. كما ظهر في ألعاب الفيديو وكان موضوعًا للسخرية. شارك تايسون في المصارعة المحترفة وظهر في العديد من المشاهد القصيرة في الأفلام والتلفزيون.
في عام 1987، ظهر تايسون كشخصية رئيسية في نهاية لعبة الفيديو لكمة خارجية!
صدر فيلم تايسون في عام 1995 من إخراج أولي إدل، وتناول حياة مايك تايسون مُنذ وفاة مدربه كوس داماتو [الإنجليزية] حتى إدانته بالاغتصاب. قام بدور تايسون الممثل مايكل جاي وايت.
في عام 2006، ظهر تايسون في دور صغير في فيلم روكي بالبوا.
في عام 2007، نشر المؤلف جو لايدن كتاب المعركة الكبرى الأخيرة: حكاية غير عادية لرجلين وكيف غيرت معركة واحدة حياتهم إلى الأبد الذي وثّق حياة تايسون ودوغلاس قبل وبعد مباراتهما على بطولة الوزن الثقيل.
في عام 2008، عُرض الفيلم الوثائقي تايسون في مهرجان كان السينمائي السنوي في فرنسا.
ظهر تايسون في نسخة خيالية عن نفسه في فيلم صداع الكحول عام 2009.
بعد تقديم عرض فردي [الإنجليزية] في لاس فيغاس، تعاون تايسون مع المخرج سبايك لي ونقل العرض إلى مسرح برودواي في أغسطس 2012. وفي فبراير 2013، بدأ جولة وطنية من عروضه الفردية بعنوان مايك تايسون: الحقيقة التي لا تقبل الجدل في 36 مدينة على مدار ثلاثة أشهر، تحدث خلالها عن حياته الشخصية والمهنية. عُرض العرض الفردي على قناة إتش بي أو في 16 نوفمبر 2013.
في عام 2013، ظهر في إحدى حلقات القانون والنظام: الوحدة الخاصة للضحايا في دور شخص تعرض للإساءة في طفولته، وأصبح متهمًا بالقتل ويواجه حكم الإعدام.
يظهر تايسون كشخصية رئيسية في مسلسل الأنيميشن أسرار مايك تايسون [الإنجليزية] الذي بدأ عرضه في 27 أكتوبر 2014 على أدلت سويم. في هذا المسلسل، يؤدي تايسون صوته في نسخة خيالية عنه يحل الألغاز على طريقة سكوبي دو.
في مارس 2015، ظهر تايسون في أغنية "أيقوني" ضمن ألبوم مادونا بعنوان القلب المتمرد. حيثُ قال بعض السطور في بداية الأغنية.
في أغسطس 2022، أطلقت منصة هولو مسلسلًا دراميًا عن حياة تايسون بعنوان مايك. وصرّح تايسون بشأن المسلسل قائلاً: «لقد سرقت هولو قصتي.»

## وصلات خارجية
- مايك تايسون على موقع بوكس ريك (الإنجليزية) (registration required)
- مايك تايسون على موقع دبليو دبليو إي (الإنجليزية)
- مايك تايسون على موقع CageMatch worker (الإنجليزية)
- مايك تايسون على موقع قاعدة بيانات المصارعة على الإنترنت (الإنجليزية)
- مايك تايسون على موقع عالم المصارعة على الإنترنت (الإنجليزية)

- الموقع الرسمي
- سجل الملاكمة لـ مايك تايسون من بوكس ريك
- مايك تايسون على موقع IMDb (الإنجليزية)
- مايك تايسون على موقع ميتاكريتيك (الإنجليزية)
- مايك تايسون على موقع الموسوعة البريطانية (الإنجليزية)
- مايك تايسون على موقع روتن توميتوز (الإنجليزية)
- مايك تايسون على موقع ألو سيني (الفرنسية)
- مايك تايسون على موقع ميوزك برينز (الإنجليزية)
- مايك تايسون على موقع تيرنر كلاسيك موفيز (الإنجليزية)
- مايك تايسون على موقع قاعدة بيانات برودواي على الإنترنت (الإنجليزية)
- مايك تايسون على موقع إن إن دي بي (الإنجليزية)
- مايك تايسون على موقع أول ميوزيك (الإنجليزية)
- مايك تايسون على موقع أول ميوزيك (الإنجليزية)